# Anke Eißmann
Anke Katrin Eißmann (Dillenburg, Hesse, 1977) es una ilustradora y diseñadora gráfica alemana, conocida especialmente por sus obras relacionadas con el legendarium de J. R. R. Tolkien.

## Trayectoria
Estudió audiovisuales en la Universidad Bauhaus de Weimar (Turingia, Alemania). Allí aprendió a conceptualizar películas breves con guiones gráficos, lo que la introdujo definitivamente en el mundo de la ilustración.
Durante un curso en 1991 conoció las obras de J. R. R. Tolkien, hecho que influyó en su carrera como artista. Publicó ilustraciones sobre el mundo de Tolkien (El Silmarillion, El hobbit, El Señor de los Anillos, etc.) en Internet, dándose a conocer y adquiriendo  el reconocimiento de artistas y fans del creador de El Señor de los Anillos. Este reconocimiento tuvo como resultado múltiples invitaciones para presentar sus trabajos en las reuniones internacionales de las diversas Sociedades Tolkien y en galerías. 
Después de titularse en la Universidad Bauhaus se inscribió en Colchester Institute, en el Reino Unido. Allí realizó un trabajo final sobre el poema épico Beowulf que fue divulgado en 2009 con un prólogo de Tom Shippey, estudioso de la obra de Tolkien. 
Tras regresar a Alemania realizó, entre otros trabajos, algunas de las publicaciones de la Sociedad Tolkien Alemana y, desde 2005, es profesora de Arte en la localidad de Herborn.
Sus ilustraciones del mundo de Tolkien, admiradas regularmente en las reuniones de las sociedades Tolkien británica y alemana, se basan en múltiples obras e historias del autor: El Señor de los Anillos, El hobbit, El Silmarillion, los Cuentos inconclusos de Númenor y la Tierra Media, Los hijos de Húrin, la historia del regreso de Tuor a Gondolin, el Desastre de los Campos Gladios, «La balada de Leithian», «La balada de Aotrou e Itroun», los esquemas y dibujos de mano de Tolkien, e incluso fanfiction sobre el universo tolkieniano. Fue invitada a la conferencia internacional Tolkien 2005 en Birmingham. Pese a ser identificada normalmente con la obra de Tolkien, Eißmann tiene grandes trabajos relacionados con la mitología en general como Beowulf.

## Ilustraciones
- Beowulf and the Dragon. Walking Tree Publishers. 2009. ISBN 978-3-905703-17-7.
- Ryan, J. S. (2009). Tolkien's View: Windows into his world. Walking Tree Publishers. ISBN 978-3-905703-13-9.